# 井上良雄
井上 良雄（いのうえ よしお、1907年9月25日 - 2003年6月10日）は、日本の文芸評論家、翻訳家、神学者。

## 経歴
東京府生まれ。東京府立第一中学校（現：東京都立日比谷高等学校）、第一高等学校を経て、1930年京都帝国大学文学部独文科卒。
神保光太郎、北川冬彦らと同人誌『磁場』などで文芸評論を書く。『磁場』1932年4月に「芥川龍之介と志賀直哉」を発表。1939年法政大学で教える。
1935年治安維持法違反で検挙、不起訴。
1936年日本大学講師。1945年3月東京信濃町教会で洗礼を受ける。1947年東京神学大学専任講師、1951年教授、1971年定年退任。
1997年、これらの功績が認められ、日本キリスト教文化協会よりキリスト教功労者の表彰を受ける。墓所は多磨霊園。妻は仲町貞子。

## 著書
- 『主よ、われら誰に行かん』（新教出版社） 1970
- 『井上良雄評論集』（梶木剛編、国文社） 1972
- 『神の国の証人・ブルームハルト父子 待ちつつ急ぎつつ』（新教出版社） 1982
- 『汝ら時を知るゆえに』（新教出版社） 1987
- 『山上の説教 終末時を生きる』（新教出版社） 1994
- 『戦後教会史と共に 1950 - 1989』（新教出版社） 1995
- 『ヨハネ福音書を読む』（新教出版社） 1998

### 編著
- 『地上を旅する神の民 バルト「和解論」の教会論』（新教出版社、教会と宣教双書）1990

## 翻訳
- 『イエスの招き キリスト教の修錬』（キエルケゴール、角川書店、哲学選書） 1948、のち文庫
- 『その故は神知り給ふ シュザンヌの手紙』（シュザンヌ・ド・ヴィスム、新教出版社） 1953
- 『我は初めなり終りなり』（リュティ、新教出版社、新教新書） 1960
- 『教会史綱要』（ハンス・フォン・シューベルト、新教出版社） 1963
- 『この日言葉をかの日に伝え 小説教一日一章』（W・リュティ、新教出版社） 1995
- 『子ブルームハルトの生涯と使信』（クリストフ・ブルームハルト, ロベール・ルジューン編、新教出版社） 2001

### カール・バルト
- 『啓示・教会・神学』（カール・バルト、新教出版社、基督教論叢） 1949
- 『イエスは主なり』（バルト, トウルナイゼン、新教出版社） 1950
- 『教義学要綱』（カール・バルト、新教出版社） 1951
- 『福音と律法』（カール・バルト、新教出版社、基督教論叢） 1952
- 『ハイデルベルク信仰問答によるキリスト教の教理』（カール・バルト、新教出版社） 1954
  - 『キリスト教の教理 ハイデルベルク信仰問答による』（カール・バルト、新教出版社、新教新書） 1965
- 『教会と国家』（カール・バルト、蓮見和男共訳、新教出版社、基督教論叢） 1954
- 『われ山に向いて眼をあぐ』（バルト, トウルナイゼン、新教出版社） 1955
- 『勝利の信仰』（カール・バルト、新教出版社） 1958
- 『和解論』1 - 4（カール・バルト、新教出版社、教会教義学） 1959 - 1988
- 『聖金曜日』（バルト, トゥルナイゼン、新教出版社、新教新書） 1962
- 『証人としてのキリスト教 / 義認と法』（ルートヴィヒ・フォイエルバッハ / バルト、河出書房新社、世界思想教養全集） 1963
- 『私にみ言葉をください』1 - 2（カール・バルト、佐々木悟史, 吉永正義共訳、新教出版社） 1974 - 1975
- 『教会 - 活ける主の活ける教団』（カール・バルト、新教出版社、教会と宣教双書） 1978
- 『カール・バルト戦後神学論集 1946 - 1957』（新教出版社） 1989
- 『キリストの証人ヨブ』（カール・バルト, ヘルムート・コルヴィツァー編、新教出版社、KDセミナーブック） 1997

#### 「カール・バルト著作集」
- 『カール・バルト著作集 2 教義学論文集』中（共訳、新教出版社）
- 『カール・バルト著作集 3 教義学論文集』下（共訳、新教出版社）
- 『カール・バルト著作集 4 神学史論文集』（小川圭治, 吉永正義共訳、新教出版社）
- 『カール・バルト著作集 5 倫理学論文集』（吉永正義共訳、新教出版社）
- 『カール・バルト著作集 6 政治・社会問題論文集 上』（村上伸, 雨宮栄一共訳、新教出版社）
- 『カール・バルト著作集 9 神認識と神奉仕 / 教会の信仰告白 / キリスト教の教理』（宍戸達, 久米博共訳、新教出版社）
- 『カール・バルト著作集 10 教義学要綱 / 福音主義神学入門』（加藤常昭共訳、新教出版社）
- 『カール・バルト著作集 16 説教』（新教出版社）

#### 「カール・バルト説教選集」
- 『カール・バルト説教選集 6 政治・社会問題論文集』上（共訳、日本基督教団出版局）
- 『カール・バルト説教選集 8 知解を求める信仰 / われ信ず』（蓮見和男共訳、日本基督教団出版局）
- 『カール・バルト説教選集 9 神認識と神奉仕 / 教会の信仰告白 / キリスト教の教理』（共訳、日本基督教団出版局）
- 『カール・バルト説教選集 12 十九世紀のプロテスタント神学』中（共訳、日本基督教団出版局）

## 参考
- 『新潮日本人名辞典』
- 「図書新聞」1965年2月13日号年譜